# 트레이시 건즈
트레이시 건즈(영어: Tracii Guns, 1966년 1월 20일 ~ )는 본명인 트레이시 리처드 어빙 울리히(영어: Tracy Richard Irving Ulrich)로서 ,그는 글램 메탈 밴드 L.A. 건즈의 설립자로 가장 잘 알려진 미국의 음악가이다. 그는 또한 건즈 앤 로지스의 창립 멤버였으나, 하지만 얼마 지나지 않아 떠났고 기타리스트 슬래시로 대체되었다.

## 어린 시절
건즈는 비종교적인 유대인 부모에게서 태어났다. 건즈의 삼촌 론은 그에게 어린 나이에 기타를 치는 법을 가르쳤다. 건즈는 로스앤젤레스의 페어팩스 고등학교를 다녔다. 그곳에 있는 동안, 그는 미래의 L.A. 건즈 멤버인 로버트 가드너와 마이클 자고스를 만났다. 이 세 사람은 베이스 연주자인 다니 툴과 함께 피로스라고 불리는 밴드를 결성했다.

## 음반 목록

### L.A. 건즈
- L.A. Guns (1988)
- Cocked & Loaded (1989)
- Hollywood Vampires (1991)
- Cuts (1992)
- Vicious Circle (1994)
- American Hardcore (1996)
- Wasted (1998)
- Shrinking Violet (1999)
- Man in the Moon (2001)
- Waking the Dead (2002)
- The Missing Peace (2017)
- The Devil You Know (2019)
- Checkered Past (2021)
- Black Diamonds (2023)